# Johann Trauterbuhl
Johann Trauterbuhl, auch Trauttenbuel, Trautenbull, Trautenbuhl, (* 25. März 1521 in Halberstadt; † 2. November 1585 in Halle (Saale)) war ein deutscher Rechtswissenschaftler und Politiker.

## Leben
Johann Trauterbuhl war der Sohn des fürstlich braunschweigschen Rates in Goslar und später Halberstadt Ludwig Trauterbuhl. Er wurde von seinem Vater bereits in frühster Jugend an die Rechtswissenschaften herangeführt. Gemeinsam mit seinem Bruder Christoph bezog er im Oktober 1534 die Universität Wittenberg, um sich dem Studium der Rechte zu widmen. 1542 wechselte er an die Universität Leipzig. Von dort begab er sich nach Italien, wo er seine rechtswissenschaftlichen Studien an der Universität Padua, seit 1545 an der Universität Ferrara und 1546 an der Universität Bologna fortsetzte.
Er kehrte nach Ferrara zurück, wo er am 3. Oktober 1547 zum Doktor der Rechte promovierte. 1548 ging er wieder nach Wittenberg und wurde dort an der wiederhergestellten Universität Professor der Rechte. Nachdem er im Wintersemester 1550 auch Rektor der Hochschule gewesen war, promovierte sein Bruder 1551 unter seiner Leitung zum Doktor der Rechte und er wurde Ordinarius der juristischen Fakultät. Er verließ aber bald wieder Wittenberg. In Mücheln erwarb es das dortige Rittergut.
So findet man ihn 1554 als herzoglichen lüneburgschen Rat und Gesandten. 1560 wurde er erzbischöflich Mainzer Kanzler, war auch einige Zeit in Langensalza und 1563 Kanzler des Erzstifts Magdeburg in Halle (Saale). In diesem Amt war er über 30 Jahre tätig. Er beteiligte sich an den Kirchenvisitationen und war auf den Reichstag zu Augsburg geschickt worden, um den Religionsfrieden auszuhandeln. In der Hallischen St. Ulrichkirche errichtete man ihm 1587 ein hölzernes Epitaph. Es stellt seine Familie dar. Auf diesem Epitaph erkennt man neun männliche und sechs weibliche Personen. Von seinen zwölf Nachkommen kann man bei Dreyhaupts Genealogischen Tabellen nachlesen.